# Polaskia
Polaskia – rodzaj roślin z rodziny kaktusowatych (Cactaceae). Obejmuje dwa gatunki występujące w Meksyku (Puebla, Oaxaca).

## Morfologia
Osiągają od 4 do 5 m wysokości.

## Systematyka
Synonimy
Chichipia Backeb., nom. inval., Heliabravoa Backeb.
Pozycja systematyczna według APweb (aktualizowany system APG III z 2009)
Należy do rodziny kaktusowatych (Cactaceae) Juss., która jest jednym z kladów w obrębie rzędu goździkowców (Caryophyllales) i klasy roślin okrytonasiennych. W obrębie kaktusowatych należy do plemienia Pachycereeae, podrodziny Cacteoideae.
Pozycja w systemie Reveala (1993-1999)
Gromada okrytonasienne (Magnoliophyta Cronquist), podgromada Magnoliophytina Frohne & U. Jensen ex Reveal, klasa Rosopsida Batsch, podklasa goździkowe (Caryophyllidae Takht.), nadrząd Caryophyllanae Takht., rząd goździkowce (Caryophyllales Perleb), podrząd Cactineae Bessey in C.K. Adams, rodzina kaktusowate (Cactaceae Juss.), rodzaj Polaskia Backeb.
Gatunki
- Polaskia chende Gibson & Horak
- Polaskia chichipe (Gosselin) Backeb.